# Wowragården

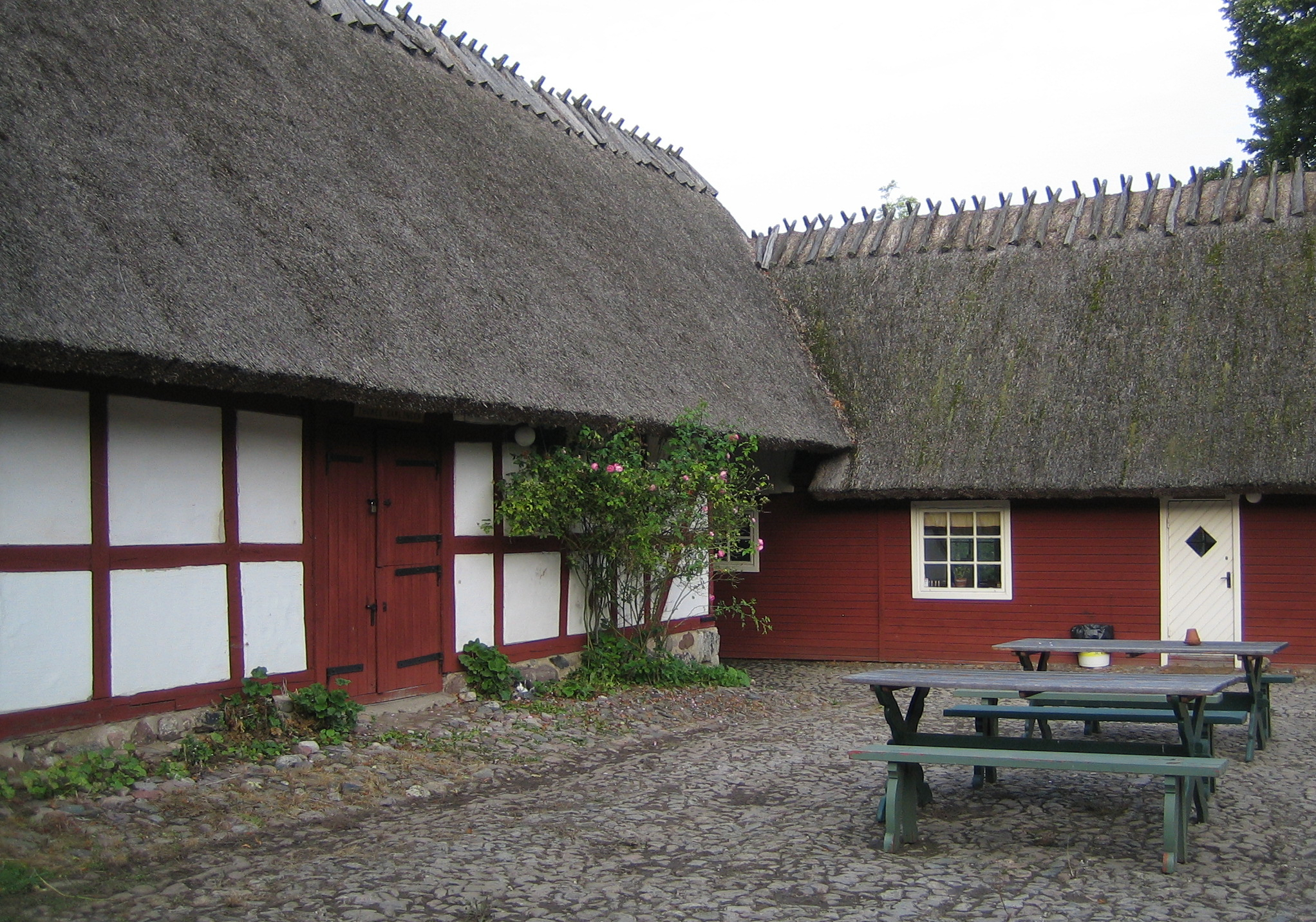
Wowragården.

Wowragården är en gård i Södra Sallerup, Malmö kommun, Skåne län.
Gården som ägs av Malmö stad och förvaltas av Malmö museer är en kringbyggd korsvirkesgård med anor från 1600-talet. Gården har fått sitt namn efter Konstantin von Wowern som ägde gården i slutet av 1800-talet. 
Gården inrymmer sedan 1994 Malmö Museers stora samling av jordbruksredskap, skänkt av Gunnar Thomeé. Samlingen innehåller redskap från självhushållningens tid med anknytning till skånsk matberedning som ostformar, ölstånkor, slaktbänkar och gåsabänkar.
På gården bor även två familjer.